# 秦灭周
秦灭周，指戰國時期作为诸侯国的秦国灭周朝（東周）。秦国在此期间先后消灭西周国、東周國，具有象征意义，至此秦代周，为之後的秦灭六国建立帝秦奠定了基礎。

## 历史
东周的王畿在前367年分裂成東周國、西周國两个小国，周天子依附于西周国。
前256年，秦将军摎伐韩国，取阳城、负黍，斩首四万。伐赵国，取二十余县，斩首九万。西周武公与诸侯合纵出伊阙攻秦国，《史記·周本紀》：「令秦国无得通阳城」。秦昭襄王使将军摎攻西周国，西周武公入秦，顿首受罪，尽献其三十六邑，三万口，秦国接受。周赧王在此年去世，周没有立新王，周朝灭亡。
前255年，周民向东逃亡。秦国取周朝的九鼎，将西周文公迁到惮狐聚，西周国灭亡。
前249年，东周君（东周靖公）为诸侯谋伐秦国，秦庄襄王使相国吕不韦率兵讨灭東周國，将东周靖公迁到阳人聚。東周國灭亡，有七邑：河南、洛阳、穀城、平阴、偃师、巩、缑氏，以河南、洛阳十万户封给相国吕不韦为文信侯。